# Myśliwska
Kielbasa Myśliwska (xúc xích của Thợ săn) là một loại Kielbasa (xúc xích Ba Lan). Nó được hun khói nhẹ và sấy khô, thành phần của nó là thịt lợn, muối, hạt tiêu và cây bách xù. Nó thường dài khoảng 4 inch (10 xentimét) và đường kính 1 in (2,5 cm). Chúng có ít nhất một thương hiệu, được sản xuất tại Ba Lan nhưng được bán ở Anh, có chứa thịt bò cũng như thịt lợn.Xúc xích khô truyền thống của Ba Lan làm từ thịt lợn. Nguyên liệu thô chất lượng cao, thành phần gia vị phù hợp và quy trình hun khói và sấy khô đặc biệt làm cho xúc xích khô Myśliwska trở thành loại xúc xích độc đáo. Đặc trưng của nó là độ giòn và hương vị mạnh mẽ của nó được nhấn mạnh đặc biệt bởi cây bách xù. Đây là sản phẩm tuyệt vời để làm món khai vị hoặc đồ ăn nhẹ ở nhà, tại nơi làm việc và khi đi du lịch.
Như ngụ ý của cái tên, đây là một yêu thích của thợ săn, ngư dân và những người làm việc ngoài trời khác.

## Hình ảnh

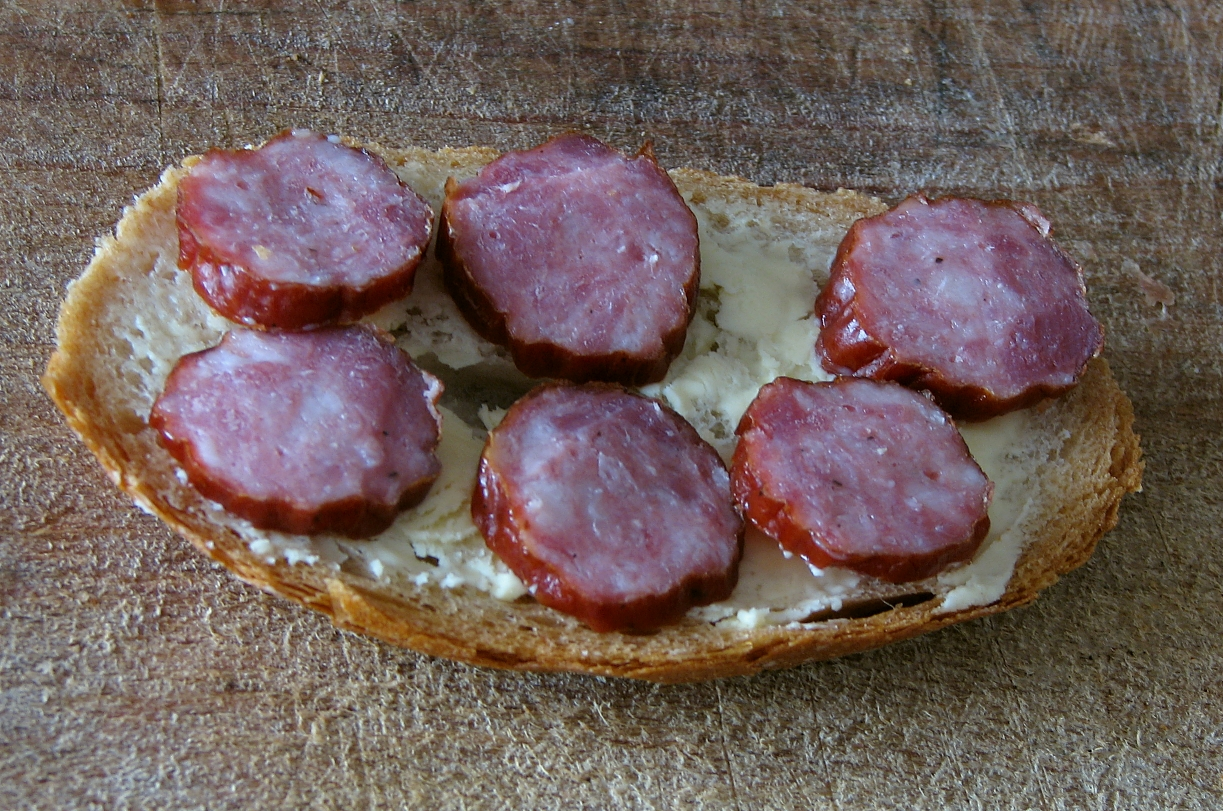
Kielbasa Myśliwska